# Plaza de toros de Trujillo
La plaza de toros de Trujillo es un coso taurino del siglo XIX ubicado en la ciudad española de Trujillo, en la provincia de Cáceres. Está situada a las afueras del casco urbano sobre el trazado de la Cañada Real del Puerto de Miravete. Posee un total de 9 000 localidades y está considerada de tercera categoría. Entre las figuras que han toreado en esta plaza destacan entre otros Cocherito de Bilbao, Gallito, Vicente Pastor o Rodolfo Gaona.
El edificio es candidato a Bien de Interés Cultural desde 1987.

## Historia
Desde 1648 en la ciudad de Trujillo se realizaban festejos taurino en la plaza Mayor, siendo el más destacado el celebrado con motivo de la visita de Felipe III a la ciudad extremeña. La documentación que se conserva acredita la existencia de una plaza de toros fija junto a la ermita de Nuestra Señora de la Piedad, propiedad de la cofradía del mismo nombre. Esta plaza y el edificio religioso fueron destruidos el 19 de marzo de 1809 por las tropas francesas que tomaron la ciudad, la cofradía mantuvo el título de propiedad de los restos dicha plaza hasta 1819 según anotaciones del ayuntamiento. En 1846 un grupo de ciudadanos decidieron crear una sociedad con la finalidad de averiguar la titularidad de los terrenos, abrir una suscripción de acciones y reedificar la plaza de toros, el libro sobre los acuerdos a los que llegó dicha asociación se conserva en Archivo Municipal de la ciudad. La comisión para la gestión de la reedificación de la plaza de toros estuvo formada por el Marqués de la Conquista Jacinto Orellana, quien fue el accionista mayor de la plaza, Vicente Hernández, Santiago Martínez y Hermenegildo Moreno.
El 14 de septiembre de 1847 la sociedad adquirió los terrenos por 500 reales, encargando la construcción de la plaza al arquitecto Calixto Francisco de la Muleta y al constructor Manuel Mariño Mariño, por una cuantía inicial de 240 000 reales.
El 7 de noviembre de 2011 el ayuntamiento de Trujillo declaró las celebraciones taurinas Patrimonio Cultural Inmaterial de los trujillanos, festejos que se celebran en la ciudad desde hace más de 500 años según acreditan los diversos estudios llevados a cabo por el Club Taurino Trujillano.

## Aspectos arquitectónicos
La plaza está construida con piedras, mapostería y madera. El diámetro del anillo mide 35 metros de diámetro, que supone una superficie de 962 m², además de los 3 338 m² que ocupan los palcos, gradas y resto de elementos estructurales de la plaza.
Cabe hacer mención, por otro lado, a las tres puertas de entrada que configuran los accesos a la plaza desde el exterior, los dos toriles, los dos corrales (habilitados para albergar una corrida completa) y los seis restantes destinados al apartado. Por lo que respecta a otros elementos, esta plaza también cuenta con enfermería (con sala de espera, quirófano, habitación con dos camas y baños) y dos taquillas.
Respecto al aforo, esta plaza tiene capacidad para albergar 9 000 espectadores.

## Festejos
Trujillo celebra diferentes festejos taurinos a lo largo del año:
- una corrida de toros a principio del mes de mayo con motivo de la feria del queso.[9]
- En el mes de septiembre se realizan varias capeas con suelta de reses en el coso taurino en honor de la patrona de la ciudad[10]
- Por carnavales se realizan un total de tres capeas (una exclusiva para mujeres) en una plaza portátil en la plaza mayor en homenaje de las antiguas capeas que se realizaban en la ciudad, todas las capeas cuentan con encierros previos por las calles.[11]

## Guerra Civil
Durante la Guerra Civil, el bando sublevado empleó el recinto como campo de concentración de prisioneros republicanos al menos desde julio de 1937 a noviembre de 1939.